# درة عباس (فخرود)
درة عباس (بالفارسية: دره عباس) هي مستوطنة تقع في إيران في قسم فخرود الريفي. يقدر عدد سكانها بـ 284 نسمة بحسب إحصاء 2016.